# Aedesia (filosoof)
Aedesia (Grieks: Αἰδεσία) was een 5e-eeuwse vrouwelijke filosoof van de neoplatoonse school in Alexandrië. 
Aedesia was een relatie van Syrianus en de vrouw van Hermias, en werd ook beroemd vanwege haar schoonheid en haar deugden. Na de dood van haar man wijdde ze zich aan het verlichten van de nood van de armen en de opvoeding van haar kinderen, Ammonius en Heliodorus. Zij vergezelde Heliodorus naar Athene, waar ze naartoe gingen om filosofie te studeren; Zij werd daar met grote achting door alle filosofen ontvangen, maar vooral door Proclus, aan wie ze was uitgehuwelijkt door Syrianus toen ze heel jong was. Ze bereikte een hoge leeftijd, en haar grafrede in hexameterverzen werd uitgesproken door de toen nog jonge Damascius.